# Pentatomini
Tribu
Les Pentatomini sont une tribu d'insectes hémiptères du sous-ordre des hétéroptères (punaises), de la famille des Pentatomidae.

## Genres rencontrés en Europe
- Acrosternum Fieber, 1860
- Nezara Amyot & Serville, 1843
- Pentatoma Olivier, 1789
- Rhaphigaster Laporte de Castelnau, 1833

## Autres genres
- Agonoscelis Spinola, 1837
- Arvelius Spinola, 1840
- Banasa Stål, 1860
- Brepholoxa Van Duzee, 1904
- Chlorocoris Spinola, 1837
- Coenus Dallas, 1851
- Cosmopepla Stål, 1867
- Cyptocephala Berg, 1883
- Dendrocoris Bergroth, 1891
- Euschistus Dallas, 1851
- Hymenarcys Amyot and Serville, 1843
- Kermana Rolston and McDonald, 1981
- Loxa Amyot and Serville, 1843
- Menecles Stål, 1867
- Mormidea Amyot and Serville, 1843
- Moromorpha Rolston, 1978
- Murgantia Stål, 1862
- Neopharnus Van Duzee, 1910
- Odmalea Bergroth, 1915
- Oebalus Stål, 1862
- Padaeus Stål, 1862
- Pellaea Stål, 1872
- Piezodorus Fieber, 1860
- Prionosoma Uhler, 1863
- Proxys Spinola, 1840
- Runibia Stål, 1861
- Tepa Rolston and McDonald, 1984
- Thyanta Stål, 1860
- Trichopepla Stål, 1867
- Vulsirea Spinola, 1837